# Budgie (альбом)
Budgie — перший музичний альбом гурту Budgie. Виданий у червні 1971 року лейблом Kapp Records / MCA. Загальна тривалість композицій становить 40:54. Альбом відносять до напрямків хард-рок, важкий метал.

## Список пісень
1. «Guts» — 4:21
2. «Everything In My Heart» — 0:52
3. «The Author» — 6:28
4. «Nude Disintegrating Parachutist Woman» — 8:41
5. «The Rape Of The Locks» — 6:13
6. «All Night Petrol» — 5:57
7. «You and I» — 1:41
8. «Homicidal Suicidal» — 6:41